# Droga krajowa nr 140 (Kostaryka)
Droga krajowa nr 140 (hiszp. Ruta Nacional Secundaria 140/Ruta 140) – jedna z dróg krajowych w Kostaryce. Znajduje się ona w prowincji Alajuela.

## Opis
W prowincji Alajuela droga krajowa nr 140 przebiega przez kanton Alajuela (przez dystrykt Sarapiquí), kanton San Carlos (przez dystrykty Quesada, Aguas Zarcas, Venecia i La Palmera) oraz kanton Río Cuarto (przez dystrykt Río Cuarto).